# Presepio imminente
Presepio imminente è un singolo composto dalla rock-band milanese Elio e le Storie Tese per il Natale 2006. Sul singolo sono presenti anche due pubblicità della catena di fast food Spizzico realizzate per la radio ed il video del backstage della realizzazione di Mozzarella cubica.
Il brano Presepio imminente recita alcune parodie del Natale, tra cui i re Magi guidati dal GPS, e le mummie che fanno il presepe. Inoltre cita l'incipit della voce Mirra di Wikipedia.
Il brano Verdure pastellate riprende la melodia de La terra dei cachi.

## Tracce
1. Presepio imminente – 4:25
2. Mozzarella cubica – 0:32
3. Verdure pastellate – 1:01

## Traccia multimediale
Nel disco è presente una traccia multimediale contenente un video in formato MPEG. Nel video c'è il backstage della registrazione di Mozzarella cubica. All'inizio e alla fine del video si vede Faso che parla con una riproduzione di C1-P8 della saga di Guerre stellari.

## Videoclip
Il 20 dicembre 2023 è stato pubblicato sul canale YouTube ufficiale della band il videoclip animato del brano, diretto da Fry J. Apocaloso. L’animazione ha come protagonista Elio e segue fedelmente il testo della canzone, includendo gag e citazioni a tema natalizio e riferimenti al gruppo.